# Haeterius strenuus
Haeterius strenuus är en skalbaggsart som beskrevs av Henry Clinton Fall 1917. Haeterius strenuus ingår i släktet Haeterius och familjen stumpbaggar. Inga underarter finns listade i Catalogue of Life.